# Platygaster minutissima
Platygaster minutissima är en stekelart som beskrevs av Fouts 1925. Platygaster minutissima ingår i släktet Platygaster och familjen gallmyggesteklar. Inga underarter finns listade i Catalogue of Life.